# Denmead
Denmead – wieś w Anglii, w hrabstwie Hampshire, w dystrykcie Winchester. Leży 29 km na południowy wschód od miasta Winchester i 94 km na południowy zachód od Londynu. Miejscowość liczy 6457 mieszkańców.